# Nola leucographa
Nola leucographa är en fjärilsart som beskrevs av Fletcher 1958. Nola leucographa ingår i släktet Nola och familjen trågspinnare. Inga underarter finns listade i Catalogue of Life.